# 大口邦雄
大口 邦雄（おおぐち くにお、1933年 - ）は、日本の数学者、国際基督教大学学長、恵泉女学園大学学園長、学長などを歴任した。プロテスタントのキリスト教徒であり、東京大学学生基督教青年会の理事長なども務めた。

## 経歴
東京大学理学部数学科卒業。
1965年、「球面とリー群のホモトピー群およびその生成元」により、東京大学から理学博士を取得した。
国際基督教大学の教員となり、学生部長、教養学部長、学務副学長などを歴任した。1991年、学長であった渡辺保男が任期途中で退任したのを受け、10月から学長代行となり、1992年4月からは正式に学長となって、1996年3月までその任にあった。
2004年から恵泉女学園の学園長となり、2006年までは、恵泉女学園大学の第5代学長も兼務した。学園長職には、2008年までとどまった。2006年に教育基本法の改正が行なわれた際には、学園長として改正に反対する声明を出した。
2023年、瑞宝中綬章受章。

## おもな著書

### 単著
- リベラル・アーツとは何か：その歴史的系譜、さんこう社、2014年

### 共著
- （河田敬義との共著）位相幾何学、朝倉書店、1967年
- （河田敬義との共著）位相幾何学演習、朝倉書店、1968年
- （成田正雄との共著）現代数学入門：集合・代数系・位相、サイエンス社、1976年

### 訳書
- （ノーマン・スチーンロッド（英語版） 著）ファイバー束のトポロジー、吉岡書店、1985年